# The Pope's Exorcist
The Pope's Exorcist är en amerikansk thriller- och skräckfilm från 2023. Filmen är regisserad av Julius Avery, och i huvudrollen ses Russell Crowe som Father Gabriele Amorth. Andra ledande skådespelare i filmen är Daniel Zovatto, Alex Essoe och Franco Nero. Filmen är baserad på Amorths memoarer.
Filmen hade biopremiär i Sverige den 7 april 2023, utgiven av Sony Pictures.

## Handling
Filmen kretsar kretsar kring Vatikanens chefsexorcist Fader Gabriele Amorths och är inspirerad av hans memoarer. Filmen följer hur Amorth avslöjar en konspiration som Vatikanen försökt undanhålla allmänheten.

## Rollista (i urval)
- Russell Crowe – Fader Gabriele Amorth
- Daniel Zovatto – Fader Tomás Esquibel
- Alex Essoe – Julia Vasquez
- Franco Nero – Påven
- Peter DeSouza-Feighoney – Henry Vasquez
- Laurel Marsden – Amy Vasquez
- Cornell John – Bishop Lumumba
- Ryan O'Grady – Cardinal Sullivan
- Ralph Ineson – Asmodeus, demon (röst)